# Халилбейли, Тебриз Халил Рза оглы
Тебриз Халил Рза оглы Халилбейли (азерб. Təbriz Xəlil Rza oğlu Xəlilbəyli; 1964, Баку — 1992, близ села Нахичеваник, Нагорный Карабах) — азербайджанский военнослужащий, участник Карабахской войны. Национальный герой Азербайджана.

## Биография

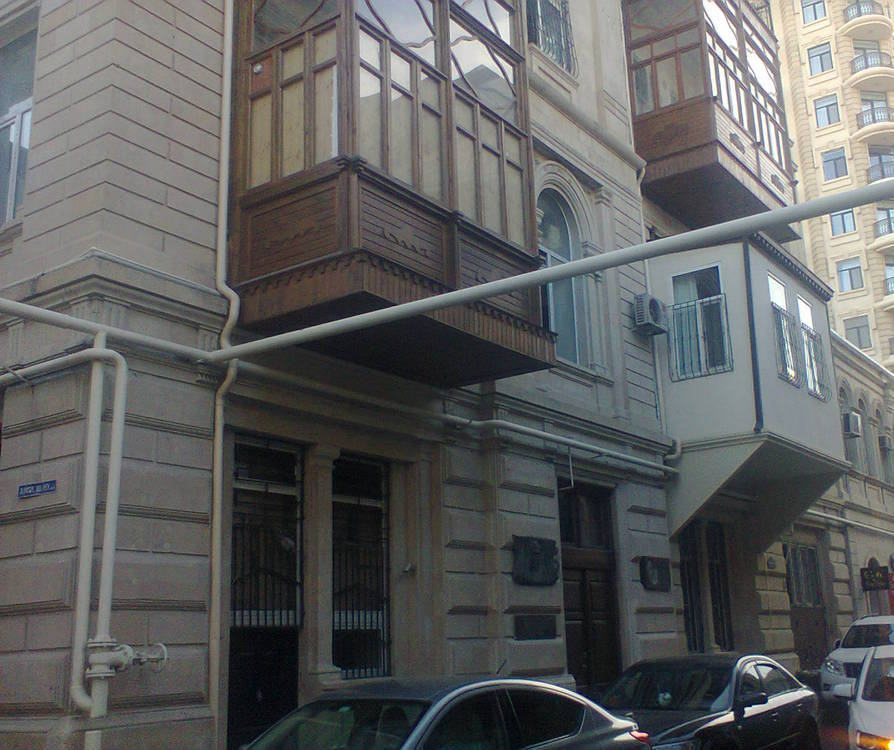
Дом в Баку, в котором жил Тебриз Халилбейли (ныне ул. Тебриза Халилбейли)

Тебриз Халил Рза оглы Халилбейли родился 12 февраля 1964 года в Баку в семье народного поэта Азербайджана Халила Рзы Улутюрка. В 1981 году окончил среднюю школу имени М. Мушфига в Баку. В 1982 году поступил в Азербайджанский государственный институт искусств. Учился на заочном отделении факультета массовой режиссуры. Помимо этого, параллельно с учёбой Халилбейли работал осветителем на киностудии «Азербайджанфильм» имени Дж. Джаббарлы.
С началом Первой карабахской войны Тебриз Халилбейли в конце 1991 года добровольцем отправился на фронт, отличился в боях за сёла Храморт и Нахичеваник. Халилбейли вынес с поля боя много раненых, а также отличился в уничтожении живой силы противника.
За отвагу, проявленную в боях, Халилбейли был удостоен награды «Серый волк» (азерб. Boz qurd mükafatı) МВД Азербайджана. 31 января 1992 года Халилбейли погиб в бою за село Нахичеваник. На момент гибели был женат на Севиндж Халилбейли. У него было двое дочерей — Тюркай и Гюльтадж.
Указом президента Азербайджанской Республики № 264 от 8 октября 1992 года Халилбейли Тебризу Халил Рза оглы было присвоено звание Национального героя Азербайджана (посмертно).
Похоронен на Аллее Шехидов в Баку.

## Память
Улица, на которой он жил вместе с отцом, названа именем Тебриза Халилбейли (бывшая улица Али Байрамова). Также его именем названа улица в городе Сальян. На стене дома в Баку, в котором жил Халилбейли, установлена мемориальная доска. В городе Сальян (родина отца Тебриза Халилбейли) в память о Тебризе Халилбейли воздвигнут мемориальный комплекс. Именем Тебриза Халилбейли названо поисково-спасательное судно.
Гибель Тебриза Халилбейли потрясла его отца поэта Улутюрка, который посвятил памяти сына ряд своих стихотворений.
В 2015 году по заказу Азербайджанского государственного университета культуры и искусства прошли съёмки документального фильма про Тебриза Халилбейли режиссёра Руслана Моллаева.

Могила Тебриза Халилбейли на Аллее Шехидов в Баку
Мемориальная доска на стене дома в Баку, в котором жил Тебриз Халилбейли